# Parálisis de Todd
Parálisis de Todd, paresia de Todd o paresia postictal es un fenómeno relativamente raro característico de la debilidad focal en una parte del cuerpo después de una convulsión. Esta debilidad afecta típicamente a los miembros y se localiza tanto en el lado izquierdo como en el derecho del cuerpo. Como es un fenómeno reversible en general, la duración informada de la parálisis de Todd varía entre media hora y 36 horas. Sin embargo, hay datos limitados en la literatura en la que persiste más de 36 horas. La paresia de Todd también puede afectar el habla, la posición de los ojos (la mirada), o la visión.
Se nombró así por Robert Bentley Todd (1809-1860), fisiólogo de origen irlandés, que describió por primera vez el fenómeno en 1849. Puede ocurrir en hasta el 13% de los casos de crisis convulsiva.  Es más común después de crisis generalizadas tónico-clónicas ("gran mal") y puede durar horas o días. La causa generalmente postulada es el agotamiento de la corteza motora primaria, aunque no hay pruebas concluyentes disponibles para apoyar esta teoría.

## Causas
La causa de la parálisis de Todd es desconocida, pero hay dos hipótesis sobre su origen. La primera es la teoría del agotamiento, según la cual la corteza motora se ha agotado, lo que lleva a la hiperpolarización neuronal prolongada. La segunda es que es la inactivación transitoria de las fibras motoras está causada por la activación de los receptores NMDAs. Tampoco se ha evaluado ampliamente [cita requerida].

## Tratamiento
Tratamiento de la parálisis de Todd es sintomático y de apoyo, porque la parálisis desaparece rápidamente.

## Pronóstico
El hecho de que ocurra un episodio de parálisis de Todd indica que se ha producido un ataque. El pronóstico del paciente depende de los efectos de la convulsión, no de la aparición de la parálisis.

## Importancia
La cuestión más importante con respecto a la parálisis de Todd es su diferenciación de un accidente cerebrovascular. La cuestión se complica aún más por el hecho de que algunos accidentes cerebrovasculares desencadenan convulsiones focales durante la fase aguda. Una parálisis de Todd en este contexto puede sobreestimar el grado de déficit neurológico debido al proceso vascular, lo que puede ocasionar decisiones erróneas con respecto a la terapia del accidente cerebrovascular agudo, como la fibrinolisis. Por esta razón una crisis convulsiva durante una apoplejía aguda generalmente se acepta como contraindicación relativa para la terapia trombolítica, sobre todo en ausencia de oclusión cerebrovascular documentada mediante técnicas de imagen vascular.